# Anizy-le-Grand
Anizy-le-Grand es una comuna nueva francesa situada en el departamento de Aisne, de la región de Alta Francia. La cabecera y mayor población es Anizy-le-Château. 

## Historia
Fue creada el 1 de enero de 2019, en aplicación de una resolución del prefecto de Aisne del 22 de octubre de 2018 con la unión de las comunas de Anizy-le-Château, Faucoucourt y Lizy, pasando a estar el ayuntamiento en la antigua comuna de Anizy-le-Château.